# El cuarto mandamiento
El cuarto mandamiento é uma telenovela mexicana, produzida pela Televisa e exibida em 1967 pelo Telesistema Mexicano.

## Elenco
- Guillermo Zetina
- Pituka de Foronda
- Gloria Leticia Ortiz
- Lupita Lara